# 日落村 (喬治亞州)
日落村（英語：Sunset Village）是位於美國喬治亞州阿普森縣的一個人口普查指定地區。

## 地理
日落村的座標為32°53′57″N 84°24′34″W / 32.89917°N 84.40944°W，而該地最高點為海拔高度233米（即764英尺）。

## 人口
根據2010年美國人口普查的數據，日落村的面積為12.80平方千米，當中陸地面積為12.80平方千米，而水域面積為0.10平方千米。當地共有人口339人，而人口密度為每平方千米26人。